# RG-32 Scout
Le RG-32 Scout est une famille de véhicules blindés légers 4×4 fabriqués par BAE Systems Land Systems South Africa (en) (anciennement Land Systems OMC).
Ce blindé est basé sur le RG-31, déjà déployé dans le monde entier au sein de forces de maintien de la paix, de sécurité et de combat. Le poids au combat du véhicule est d'environ 7 300 kg, et il a la capacité de transporter un équipage de 5 à 7 personnes. L'équipage du véhicule est protégé contre les munitions OTAN de 5,56×45 mm, les grenades, les bombes incendiaires, les mines antipersonnel et les explosions latérales. Chaque portière dispose d'une trappe pour permettre au occupants du véhicule d'utiliser leurs armes personnel tout en restant dans le véhicule. La version cinq places offre également une protection contre les mines antichar et les explosions latérales. Jusqu'à deux RG-32M peuvent être transportés dans un avion cargo C-130. Il est proposé à la vente avec un moteur à essence ou diesel.
La dernière version de ce véhicule est le RG-32M Galten. Cette version du RG-32M a subi des modifications pour l'adapter aux conditions hivernales de la Suède. Avec cette version, le RG-32M a été utilisé dans des environnements allant de 49°C dans les déserts d'Afrique et du Moyen-Orient à −35°C dans certaines parties de la Suède.
Au niveau de l'armement le véhicule dispose d'une trappe sur son toit pour y installer un poste de tir, généralement armée d'un fusil mitrailleur que le FN MAG ou la M2 Browing mais il peut également être équipé d'autres types d'armes en particulier un lance-grenades automatique comme le Mk19. Dans ses versions initiale la tourelle du RG-32 et l'opérateur disposait de plaque de blindage frontale et latérale pour sa protection. Dans sa version plus récente RG-32M et RG-32M LTV le véhicule peut être équipé d'un tourelleau télé opéré.

## Production

### Variantes
- RG-32M Standard (Conducteur + 4)
- RG-32M Blindage lourd (Conducteur + 8)
- RG-32M LTV (en) Light Tactical Vehicle[4]

## Utilisateurs

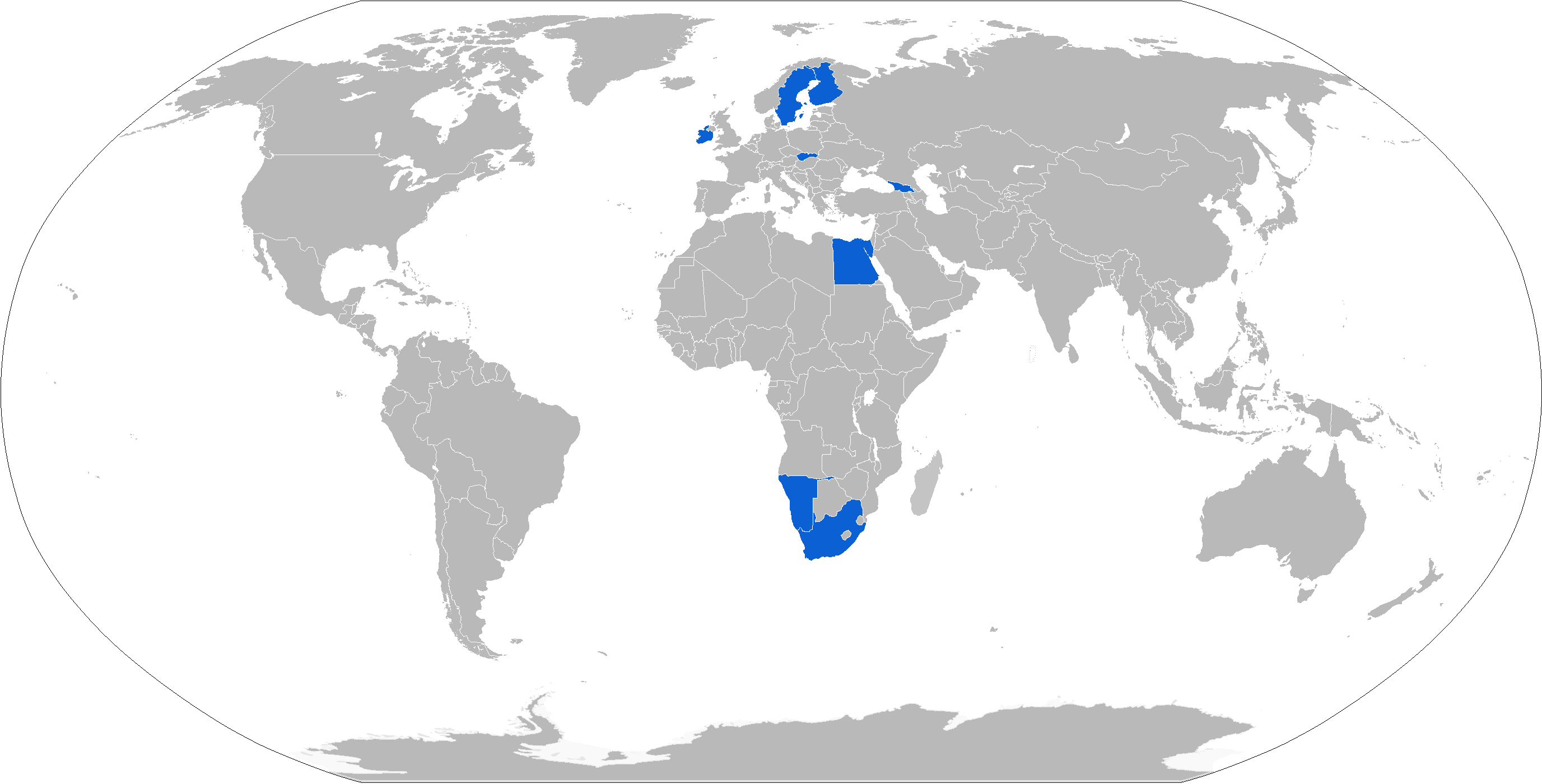
Carte avec les utilisateurs de RG-32 en bleu

Plus de 800 véhicules RG-32 sont en service dans le monde.

### Utilisateurs actuels
- Afrique du Sud: 400
- Égypte: 180
- Finlande: 74 qui seront remplacés prochainement par le Sisu GTP (en)[5],[6],[7].
- Géorgie
- Irlande: 27 RG Outrider (en)
- Namibie: 8
- Slovaquie: Exploité en nombre limité, remplacement potentiel de la flotte vieillissante de BRDM-2 actuellement en service[8].
- Suède: 380

### Utilisateurs civils
- États-Unis: Utilisé par les équipes SWAT du Federal Bureau of Investigation et par diverses forces de police locales.